# مگردیچ امین
مگردیچ هُوسپی اٍمین (ارمنی: Մկրտիչ Հովսեփի Էմին؛  ۷ دسامبر ۱۸۱۵ - ۲۵ دسامبر ۱۸۹۰) خاورشناس و نویسنده ارمنی‌تبار بود.

## زندگی‌نامه
وی با نام اصلی مگردیچ هوسپی کاراپتیان (ارمنی: Մկրտիչ Հովսեփի Կարապետյան) در ۷ دسامبر [سبک قدیمی: ۲۵ نوامبر] ۱۸۱۵ در جلفای نو اصفهان به دنیا آمد. وی در ۲۵ دسامبر [سبک قدیمی: ۱۳ دسامبر] ۱۸۹۰ در سن سالگی در مسکو درگذشت و در گورستان ارامنه مسکو به خاک سپرده شد.
وی بیش‌تر زندگی خود را صرف پژوهش‌های ارمنی‌شناسی کرده و در پاره‌ای از آثارش از مسائلی که با تاریخ و فرهنگ ایران در ارتباط بوده سخن رانده‌است. در کتاب اساطیر ارمنستان کهن بخشی از تاریخ ارمنستان موسی خورنی را به نام افسانه‌های ایرانی و همچنین داستان ضحاک شاهنامهٔ را از دیدگاه زبان‌شناسی قیاسی بررسی کرده و با مقایسهٔ این آثار به جمع‌بندی‌های علمی رسیده‌است. در آثار ارمنی‌شناسی امین که در دهه‌های هفتم و نهم سدهٔ نوزدهم میلادی منتشر شده‌اند. به نظرات بسیار کوتاه اما دقیق او دربارهٔ تاریخ و فرهنگ ایران باستان برمی‌خوریم. مؤلف در این آثار به شرح مشترکات تاریخی دو ملت همسایه پرداخته‌است. مقاله‌ای از او با نام «مادها در ارمنستان باستان» در مطالعات ایران‌شناسی دارای اهمیت بسیار است. وی در این مقاله با اشاره به تفسیر واژهٔ اژدها که به قلم ژول اوپرتی، خاورشناس فرانسوی، نوشته شده به تحلیل مناسبات و تأثیرات متقابل مادها و ارمنی‌ها پرداخته‌است. مؤلف همچنین تاریخ سرزمین‌های مادنشین ارمنستان را بررسی کرده و با این کار سندیت اطلاعاتی را که موسی خورنی نقل کرده به اثبات رسانده‌است.